# サンダンス (ワイオミング州)
サンダンス（Sundance）は、アメリカ合衆国ワイオミング州クルック郡の町、同郡の郡庁所在地。2000年の国勢調査では1,161人が住んでいる。
町の名前は、かつてアメリカに住んでいたインディアンのサン・ダンスという儀式から名づけられた。

## サンダンスの大衆文化
いくつかのアカデミー賞を受賞した映画「明日に向って撃て!」は、1888年にサンダンス刑務所から釈放されたサンダンス・キッド（本名：ハリー・ロングボー）を題材にしたものである。
劇中でキッドを演じたロバート・レッドフォードは、映画の公開後にユタ州プロボ近郊にサンダンス・スキーリゾートを開発し、毎年サンダンス映画祭を開催するようになった。

## 地理
アメリカ合衆国統計局によると、この町は総面積5.2 km2 (2.0 mi2) である。このうち5.2 km2 (2.0 mi2) が陸地で、総面積の0.50%が水域となっている。

## 人口動静
2000年現在の国勢調査で、この町には1,161人、476世帯、及び318家族が暮らしている。人口密度は225.3/km2 (582.2/mi2) で、105.7/km2 (273.3/mi2) の平均的な密度に545軒の住居が建っている。町の人種構成は白人96.64%、先住民1.64%、アジア系0.17%、その他の人種0.17%、及び混血1.38%で、人口の0.60%がヒスパニックまたはラテン系である。
476世帯のうち、27.7%は18歳未満の子供と暮らしており、59.0%は夫婦で生活している。6.1%は未婚の女性が世帯主であり、33.0%は家族以外の住人と同居している。29.4%は独身の居住者が住んでおり、14.3%は65歳以上で独居である。1世帯あたりの平均人数は2.34人であり、家庭の場合は2.91人である。
町内の住民は24.1%が18歳未満の未成年、18歳以上24歳以下が5.8%、25歳以上44歳以下が24.7%、45歳以上64歳以下が24.3%、及び65歳以上が21.1%にわたっている。中央値年齢は42歳である。女性100人ごとに対して男性は95.1人いて、18歳以上の女性100人ごとに対して男性は87.4人いる。
この町の世帯ごとの平均的な収入は41,029米ドルであり、家族ごとでは50,598米ドルである。男性の33,750米ドルに対して女性は21,000米ドルの平均的な収入がある。この町の一人当たりの収入 (per capita income) は18,300米ドルである。人口の6.4%及び家族の3.2%は貧困線以下である。18歳未満の4.8%及び65歳以上の13.5%は貧困線以下の生活を送っている。